# Universiteit voor Wetenschap en Technologie van Ivoorkust
De Universiteit voor Wetenschap en Technologie van Ivoorkust (Frans: Université des sciences et technologies de Côte d'Ivoire) is een particuliere universiteit gevestigd in de Ivoriaanse stad Abidjan.